# Theodor Caspari
Theodor Caspari (13 febbraio 1853 – Kristiania, 12 febbraio 1948) è stato un poeta e critico letterario norvegese.

## Biografia
Era il figlio di Carl Paul Caspari, storico e saggista. Fece il suo debutto letterario nel 1880, con la raccolta di poesie Polemiske Sonetter. Tra le altre sue opere Norsk Høifjeld del 1898 e Vintereventyr del 1901.